# 1995 BY
1995 BY är en asteroid i huvudbältet som upptäcktes den 25 januari 1995 av den japanska astronomen Takao Kobayashi vid Ōizumi-observatoriet.
Asteroiden har en diameter på ungefär 5 kilometer och den tillhör asteroidgruppen Koronis.